# Bahnstrecke İstanbul Sirkeci–Swilengrad
| Bahnhof Istanbul Sirkeci |                      |                                           |                                           |
| Streckenlänge: | 323,5 km             |                                           |                                           |
| Spurweite: | 1435 mm (Normalspur) |                                           |                                           |
| Stromsystem: | 25 kV 50 Hz ~        |                                           |                                           |
| |                      |                                           |                                           |
| \| \| 0,0 \| İstanbul Sirkeci \| İstanbul Sirkeci \| \| \| \| nach Haydarpaşa Liman \| \| \| \| \| Sirkeci Liman Trajekt über den Bosporus \| \| \| \| \| \| \| \| \| 2,1 \| Cankurtaran \| Cankurtaran \| \| \| 3,9 \| Kumkapı \| Kumkapı \| \| \| 4,8 \| Yenıkapı \| Yenıkapı \| \| \| 6,5 \| Kocamustafapaşa \| Kocamustafapaşa \| \| \| 7,5 \| Yedıkule \| Yedıkule \| \| \| \| Marmaray vom Bosporus-Tunnel \| \| \| \| \| Theodosianische Mauer (Antike Stadtmauer) \| \| \| \| 8,6 \| Kazlıçeşme \| Kazlıçeşme \| \| \| 9,7 \| Zeytinburnu \| Zeytinburnu \| \| \| 11,8 \| Yenimahalle \| Yenimahalle \| \| \| 12,6 \| Bakırköy \| Bakırköy \| \| \| 14,8 \| Ataköy \| Ataköy \| \| \| 16,5 \| Yeşilyurt \| Yeşilyurt \| \| \| 17,7 \| Yesilköy \| Yesilköy \| \| \| 21,2 \| Florya \| Florya \| \| \| 22,2 \| Menekşe \| Menekşe \| \| \| 23,9 \| Küçükçekmece \| Küçükçekmece \| \| \| 25,3 \| Soğuksu \| Soğuksu \| \| \| 26,3 \| Kanarya \| Kanarya \| \| \| 27,6 \| Halkalı \| Halkalı \| \| \| \| Schnellfahrstrecke Halkalı–Kapıkule \| \| \| \| 30,8 \| Yarımburgaz \| Yarımburgaz \| \| \| 32,3 \| Altınsehir \| Altınsehir \| \| \| 38,2 \| İspartakule \| İspartakule \| \| \| 44,7 \| Deliklikaya \| Deliklikaya \| \| \| 46,2 \| Ömerli \| Ömerli \| \| \| 48,8 \| Yeşilbayır \| Yeşilbayır \| \| \| 51,0 0,0 \| \| \| \| \| \| \| \| \| \| 10,9 \| Yassıören \| Yassıören \| \| \| 52,5 \| Mahmudpaşa \| Mahmudpaşa \| \| \| 21,0 \| Büyükçekmece \| Büyükçekmece \| \| \| 0,0 58,0 \| \| \| \| \| 61,6 \| Çatalca \| Çatalca \| \| \| 65,2 \| Gökçeli \| Gökçeli \| \| \| 69,9 \| Incegiz \| Incegiz \| \| \| 74,3 \| Kabakça \| Kabakça \| \| \| 86,3 \| Kurfallı \| Kurfallı \| \| \| 96,8 \| Sinekli \| Sinekli \| \| \| 104,7 \| Çayırdere \| Çayırdere \| \| \| 114,6 0,0 \| Çerkezköy \| Çerkezköy \| \| \| \| \| \| \| \| 4,0 \| Bosch-Siemens Fabrikası \| Bosch-Siemens Fabrikası \| \| \| 118,8 \| Kızılpınar \| Kızılpınar \| \| \| 120,9 \| Veliköy \| Veliköy \| \| \| 126,8 \| Velimeşe \| Velimeşe \| \| \| 132,7 \| Yulaflı \| Yulaflı \| \| \| 139,0 \| Çorlu \| Çorlu \| \| \| 149,9 \| Sarılar \| Sarılar \| \| \| 154,7 \| Balabanlı \| Balabanlı \| \| \| 164,9 \| Muratlı \| Muratlı \| \| \| \| nach Tekirdağ \| \| \| \| 169,2 \| Km 169+200 \| Km 169+200 \| \| \| 172,2 \| Ballıhoca \| Ballıhoca \| \| \| 180,9 \| Seyitler \| Seyitler \| \| \| 185,4 \| Kayabeylı \| Kayabeylı \| \| \| 190,1 \| Ovacık \| Ovacık \| \| \| 194,7 \| Müsellimköy \| Müsellimköy \| \| \| 198,5 \| Lüleburgaz \| Lüleburgaz \| \| \| 203,09 \| Sarıcaali \| Sarıcaali \| \| \| 215,2 \| Alpullu \| Alpullu \| \| \| 220,8 \| Mandıra \| Mandıra \| \| \| \| nach Kırklareli \| \| \| \| 223,3 \| Katranca \| Katranca \| \| \| 228,2 \| Doğanca \| Doğanca \| \| \| 0,0 236,0 \| Pehlivanköy \| Pehlivanköy \| \| \| \| \| \| \| \| 245,3 \| Bayramlı \| Bayramlı \| \| \| 256,6 \| Uzunköprü \| Uzunköprü \| \| \| 264,5 \| Demirköprü \| Demirköprü \| \| \| \| Türkei / Griechenland \| \| \| \| \| Bahnstrecke Alexandroupoli–Swilengrad \| \| \| \| 267,5 \| Pythio \| Pythio \| \| \| 112,0 (269,2) \| Stasi Pythion[Anm. 1] \| Stasi Pythion[Anm. 1] \| \| \| 116,3 (271,8) \| Rigio \| Rigio \| \| \| 119,8 (275,2) \| Sofiko \| Sofiko \| \| \| 121,0 (276,5) \| Thourio \| Thourio \| \| \| 123,0 (278,5) \| Chimoni \| Chimoni \| \| \| 129,6 (285,2) \| Orestiada \| Orestiada \| \| \| 133,4 (288,3) \| Sakkos \| Sakkos \| \| \| 135,4 (290,2) \| Kavyli \| Kavyli \| \| \| 137,9 (293,1) \| Nea Vyssa \| Nea Vyssa \| \| \| 296,6 0,0 \| Km 311+400 \| Km 311+400 \| \| \| \| Griechenland / Türkei \| \| \| \| 302,1 \| Edirne Karaağaç \| Edirne Karaağaç \| \| \| 147,2 (5,6) \| Kastanies \| Kastanies \| \| \| \| Türkei / Griechenland \| \| \| \| \| \| \| \| \| 9,8 304,9 \| Amarousia \| Amarousia \| \| \| 12,7 (312,9) \| Dilofos \| Dilofos \| \| \| 20,9 (321,0) \| Dikea \| Dikea \| \| \| 323,6 \| Ptelea \| Ptelea \| \| \| 28,1 (328,2) \| Ormenio \| Ormenio \| \| \| 333,4 \| Km 349+200 \| Km 349+200 \| \| \| \| Griechenland / Bulgarien \| \| \| \| 4,3 \| Sazlımalkoç \| Sazlımalkoç \| \| \| 7,5 \| Km 7+500 \| Km 7+500 \| \| \| 13,0 \| Kırcasalih \| Kırcasalih \| \| \| 20,1 \| Şerbettar \| Şerbettar \| \| \| 26,3 \| Abalar \| Abalar \| \| \| 37,4 \| Tayakadın \| Tayakadın \| \| \| 46,7 \| Edirne \| Edirne \| \| \| 49,4 \| Edirne Şehir \| Edirne Şehir \| \| \| 66,5 164,8 \| Kapıkule \| Kapıkule \| \| \| \| Türkei / Bulgarien \| \| \| \| 160,2 \| Kapitan Andreewo \| Kapitan Andreewo \| \| \| 153,2 \| Km 153+220 \| Km 153+220 \| \| \| 149,0 \| Sp. Swilengrad \| Sp. Swilengrad \| \| \| \| \| \| \| \| 143,8 \| Swilengrad \| Swilengrad \| \| \| \| nach Sofia \| \| |                      |                                           |                                           |
| Kopfbahnhof Streckenanfang | 0,0                  | İstanbul Sirkeci                          | İstanbul Sirkeci                          |
| Strecke |                      | nach Haydarpaşa Liman                     | nach Haydarpaşa Liman                     |
| Strecke · Eisenbahnfähre |                      | Sirkeci Liman Trajekt über den Bosporus   | Sirkeci Liman Trajekt über den Bosporus   |
| Abzweig geradeaus und von links · Strecke nach rechts |                      |                                           |                                           |
| Haltepunkt / Haltestelle | 2,1                  | Cankurtaran                               | Cankurtaran                               |
| Haltepunkt / Haltestelle | 3,9                  | Kumkapı                                   | Kumkapı                                   |
| Haltepunkt / Haltestelle | 4,8                  | Yenıkapı                                  | Yenıkapı                                  |
| Haltepunkt / Haltestelle | 6,5                  | Kocamustafapaşa                           | Kocamustafapaşa                           |
| Bahnhof | 7,5                  | Yedıkule                                  | Yedıkule                                  |
| Abzweig geradeaus und von rechts |                      | Marmaray vom Bosporus-Tunnel              | Marmaray vom Bosporus-Tunnel              |
| ehemalige Grenze |                      | Theodosianische Mauer (Antike Stadtmauer) | Theodosianische Mauer (Antike Stadtmauer) |
| Haltepunkt / Haltestelle | 8,6                  | Kazlıçeşme                                | Kazlıçeşme                                |
| Haltepunkt / Haltestelle | 9,7                  | Zeytinburnu                               | Zeytinburnu                               |
| Bahnhof | 11,8                 | Yenimahalle                               | Yenimahalle                               |
| Bahnhof | 12,6                 | Bakırköy                                  | Bakırköy                                  |
| Bahnhof | 14,8                 | Ataköy                                    | Ataköy                                    |
| Bahnhof | 16,5                 | Yeşilyurt                                 | Yeşilyurt                                 |
| Bahnhof | 17,7                 | Yesilköy                                  | Yesilköy                                  |
| Bahnhof | 21,2                 | Florya                                    | Florya                                    |
| Bahnhof | 22,2                 | Menekşe                                   | Menekşe                                   |
| Bahnhof | 23,9                 | Küçükçekmece                              | Küçükçekmece                              |
| Bahnhof | 25,3                 | Soğuksu                                   | Soğuksu                                   |
| Bahnhof | 26,3                 | Kanarya                                   | Kanarya                                   |
| Bahnhof | 27,6                 | Halkalı                                   | Halkalı                                   |
| Abzweig geradeaus und ehemals nach links |                      | Schnellfahrstrecke Halkalı–Kapıkule       | Schnellfahrstrecke Halkalı–Kapıkule       |
| ehemaliger Bahnhof | 30,8                 | Yarımburgaz                               | Yarımburgaz                               |
| ehemaliger Bahnhof | 32,3                 | Altınsehir                                | Altınsehir                                |
| Bahnhof | 38,2                 | İspartakule                               | İspartakule                               |
| Bahnhof | 44,7                 | Deliklikaya                               | Deliklikaya                               |
| Bahnhof | 46,2                 | Ömerli                                    | Ömerli                                    |
| Bahnhof | 48,8                 | Yeşilbayır                                | Yeşilbayır                                |
| ehemaliger Bahnhof | 51,0 0,0             |                                           |                                           |
| Strecke von links (außer Betrieb) · Abzweig geradeaus und ehemals nach rechts |                      |                                           |                                           |
| Kopfbahnhof Streckenende (Strecke außer Betrieb) · Strecke | 10,9                 | Yassıören                                 | Yassıören                                 |
| ehemaliger Bahnhof | 52,5                 | Mahmudpaşa                                | Mahmudpaşa                                |
| Strecke · Kopfbahnhof Streckenanfang | 21,0                 | Büyükçekmece                              | Büyükçekmece                              |
| Abzweig geradeaus und von links · Strecke nach rechts | 0,0 58,0             |                                           |                                           |
| Bahnhof | 61,6                 | Çatalca                                   | Çatalca                                   |
| Bahnhof | 65,2                 | Gökçeli                                   | Gökçeli                                   |
| Bahnhof | 69,9                 | Incegiz                                   | Incegiz                                   |
| Bahnhof | 74,3                 | Kabakça                                   | Kabakça                                   |
| Bahnhof | 86,3                 | Kurfallı                                  | Kurfallı                                  |
| Bahnhof | 96,8                 | Sinekli                                   | Sinekli                                   |
| Bahnhof | 104,7                | Çayırdere                                 | Çayırdere                                 |
| Bahnhof | 114,6 0,0            | Çerkezköy                                 | Çerkezköy                                 |
| Strecke von links · Abzweig geradeaus und nach rechts |                      |                                           |                                           |
| Betriebs-/Güterbahnhof Streckenende · Strecke | 4,0                  | Bosch-Siemens Fabrikası                   | Bosch-Siemens Fabrikası                   |
| Bahnhof | 118,8                | Kızılpınar                                | Kızılpınar                                |
| ehemaliger Bahnhof | 120,9                | Veliköy                                   | Veliköy                                   |
| Bahnhof | 126,8                | Velimeşe                                  | Velimeşe                                  |
| ehemaliger Bahnhof | 132,7                | Yulaflı                                   | Yulaflı                                   |
| Bahnhof | 139,0                | Çorlu                                     | Çorlu                                     |
| Bahnhof | 149,9                | Sarılar                                   | Sarılar                                   |
| Bahnhof | 154,7                | Balabanlı                                 | Balabanlı                                 |
| Bahnhof | 164,9                | Muratlı                                   | Muratlı                                   |
| Abzweig geradeaus und nach links |                      | nach Tekirdağ                             | nach Tekirdağ                             |
| ehemaliger Bahnhof | 169,2                | Km 169+200                                | Km 169+200                                |
| Bahnhof | 172,2                | Ballıhoca                                 | Ballıhoca                                 |
| ehemaliger Bahnhof | 180,9                | Seyitler                                  | Seyitler                                  |
| Bahnhof | 185,4                | Kayabeylı                                 | Kayabeylı                                 |
| Bahnhof | 190,1                | Ovacık                                    | Ovacık                                    |
| ehemaliger Bahnhof | 194,7                | Müsellimköy                               | Müsellimköy                               |
| Bahnhof | 198,5                | Lüleburgaz                                | Lüleburgaz                                |
| ehemaliger Bahnhof | 203,09               | Sarıcaali                                 | Sarıcaali                                 |
| Bahnhof | 215,2                | Alpullu                                   | Alpullu                                   |
| Bahnhof | 220,8                | Mandıra                                   | Mandıra                                   |
| Abzweig geradeaus und ehemals nach rechts |                      | nach Kırklareli                           | nach Kırklareli                           |
| ehemaliger Bahnhof | 223,3                | Katranca                                  | Katranca                                  |
| Bahnhof | 228,2                | Doğanca                                   | Doğanca                                   |
| Bahnhof | 0,0 236,0            | Pehlivanköy                               | Pehlivanköy                               |
| Strecke von links · Abzweig nach links und nach rechts · Strecke von rechts |                      |                                           |                                           |
| Strecke · ehemaliger Bahnhof | 245,3                | Bayramlı                                  | Bayramlı                                  |
| Strecke · Bahnhof | 256,6                | Uzunköprü                                 | Uzunköprü                                 |
| Strecke · ehemaliger Bahnhof | 264,5                | Demirköprü                                | Demirköprü                                |
| Strecke · Grenze |                      | Türkei / Griechenland                     | Türkei / Griechenland                     |
| Strecke · Abzweig geradeaus und von links |                      | Bahnstrecke Alexandroupoli–Swilengrad     | Bahnstrecke Alexandroupoli–Swilengrad     |
| Strecke · Bahnhof | 267,5                | Pythio                                    | Pythio                                    |
| Strecke · Bahnhof | 112,0 (269,2)        | Stasi Pythion                             | Stasi Pythion                             |
| Strecke · Bahnhof | 116,3 (271,8)        | Rigio                                     | Rigio                                     |
| Strecke · ehemaliger Haltepunkt / Haltestelle | 119,8 (275,2)        | Sofiko                                    | Sofiko                                    |
| Strecke · ehemaliger Haltepunkt / Haltestelle | 121,0 (276,5)        | Thourio                                   | Thourio                                   |
| Strecke · Bahnhof | 123,0 (278,5)        | Chimoni                                   | Chimoni                                   |
| Strecke · Bahnhof | 129,6 (285,2)        | Orestiada                                 | Orestiada                                 |
| Strecke · ehemaliger Haltepunkt / Haltestelle | 133,4 (288,3)        | Sakkos                                    | Sakkos                                    |
| Strecke · Bahnhof | 135,4 (290,2)        | Kavyli                                    | Kavyli                                    |
| Strecke · Bahnhof | 137,9 (293,1)        | Nea Vyssa                                 | Nea Vyssa                                 |
| Strecke · Strecke von links (außer Betrieb) · Abzweig geradeaus und ehemals nach rechts | 296,6 0,0            | Km 311+400                                | Km 311+400                                |
| Strecke · Grenze (Strecke außer Betrieb) · Strecke |                      | Griechenland / Türkei                     | Griechenland / Türkei                     |
| Strecke · Bahnhof (Strecke außer Betrieb) · Strecke | 302,1                | Edirne Karaağaç                           | Edirne Karaağaç                           |
| Strecke · Strecke (außer Betrieb) · ehemaliger Haltepunkt / Haltestelle | 147,2 (5,6)          | Kastanies                                 | Kastanies                                 |
| Strecke · Grenze (Strecke außer Betrieb) · Strecke |                      | Türkei / Griechenland                     | Türkei / Griechenland                     |
| Strecke · Strecke nach links (außer Betrieb) · Abzweig geradeaus und ehemals von rechts |                      |                                           |                                           |
| Strecke · Bahnhof | 9,8 304,9            | Amarousia                                 | Amarousia                                 |
| Strecke · Bahnhof | 12,7 (312,9)         | Dilofos                                   | Dilofos                                   |
| Strecke · Bahnhof | 20,9 (321,0)         | Dikea                                     | Dikea                                     |
| Strecke · ehemaliger Haltepunkt / Haltestelle | 323,6                | Ptelea                                    | Ptelea                                    |
| Strecke · Bahnhof | 28,1 (328,2)         | Ormenio                                   | Ormenio                                   |
| Strecke · ehemaliger Bahnhof | 333,4                | Km 349+200                                | Km 349+200                                |
| Strecke · Grenze |                      | Griechenland / Bulgarien                  | Griechenland / Bulgarien                  |
| Bahnhof · Strecke | 4,3                  | Sazlımalkoç                               | Sazlımalkoç                               |
| ehemaliger Bahnhof · Strecke | 7,5                  | Km 7+500                                  | Km 7+500                                  |
| Bahnhof · Strecke | 13,0                 | Kırcasalih                                | Kırcasalih                                |
| Bahnhof · Strecke | 20,1                 | Şerbettar                                 | Şerbettar                                 |
| Bahnhof · Strecke | 26,3                 | Abalar                                    | Abalar                                    |
| Bahnhof · Strecke | 37,4                 | Tayakadın                                 | Tayakadın                                 |
| Bahnhof · Strecke | 46,7                 | Edirne                                    | Edirne                                    |
| Bahnhof · Strecke | 49,4                 | Edirne Şehir                              | Edirne Şehir                              |
| Bahnhof · Strecke | 66,5 164,8           | Kapıkule                                  | Kapıkule                                  |
| Grenze · Strecke |                      | Türkei / Bulgarien                        | Türkei / Bulgarien                        |
| ehemaliger Bahnhof · Strecke | 160,2                | Kapitan Andreewo                          | Kapitan Andreewo                          |
| ehemaliger Bahnhof · Strecke | 153,2                | Km 153+220                                | Km 153+220                                |
| ehemaliger Bahnhof · Strecke | 149,0                | Sp. Swilengrad                            | Sp. Swilengrad                            |
| Strecke nach links · Abzweig von links und von rechts · Strecke nach rechts |                      |                                           |                                           |
| Bahnhof | 143,8                | Swilengrad                                | Swilengrad                                |
| Strecke |                      | nach Sofia                                | nach Sofia                                |

Die Bahnstrecke İstanbul Sirkeci–Swilengrad verbindet Istanbul, die größte Stadt der Türkei, mit dem bulgarischen Grenzbahnhof Swilengrad. Die in den Jahren 1871 bis 1874 eröffnete und seit 1994 vollständig elektrifizierte Hauptstrecke der TCDD liegt im europäischen Teil der Türkei. Seit 2018 ist sie über den Marmaray-Tunnel mit dem Netz der TCDD im asiatischen Teil der Türkei verbunden.

## Geschichte

### Vorgeschichte

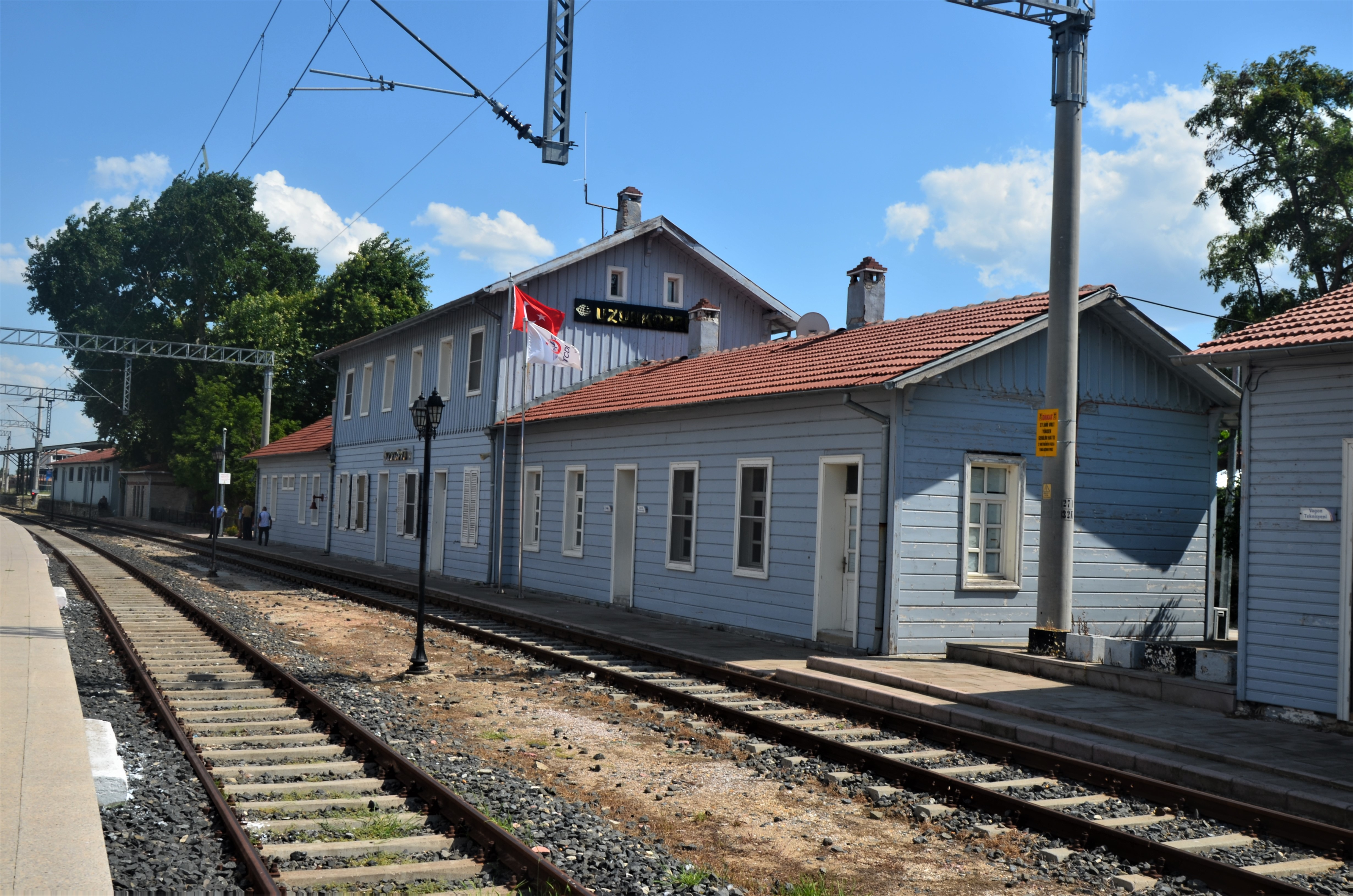
Bahnhof Uzunköprü

Der Krimkrieg (1853–1856) hatte gezeigt, dass ein verbesserter Transportweg zwischen Mittel- und Westeuropa einerseits und dem Osmanischen Reich andererseits politisch erforderlich war. Allerdings waren die zu durchquerenden Bereiche südöstlich von Ungarn wirtschaftlich schwach und versprachen kein großes Verkehrsaufkommen. So waren mehrere Anläufe bis 1869 erforderlich, um die Finanzierung des Projekts zu organisieren. Am 17. April 1869 wurde die Konzession für die „Rumeli-Eisenbahn“ von der Compagnie des Chemins de fer Orientaux (Orientbahn) des Barons Maurice de Hirsch übernommen. Diese sah eine Streckenführung von Konstantinopel, wie Istanbul damals meist bezeichnet wurde, über Edirne, Sofia, Niš, Sarajevo und Banja Luka bis zur österreichisch-ungarischen Grenze bei Doberlin vor und war Bestandteil eines ganzen Pakets von Konzessionen für Strecken in der europäischen Türkei.

### Bau

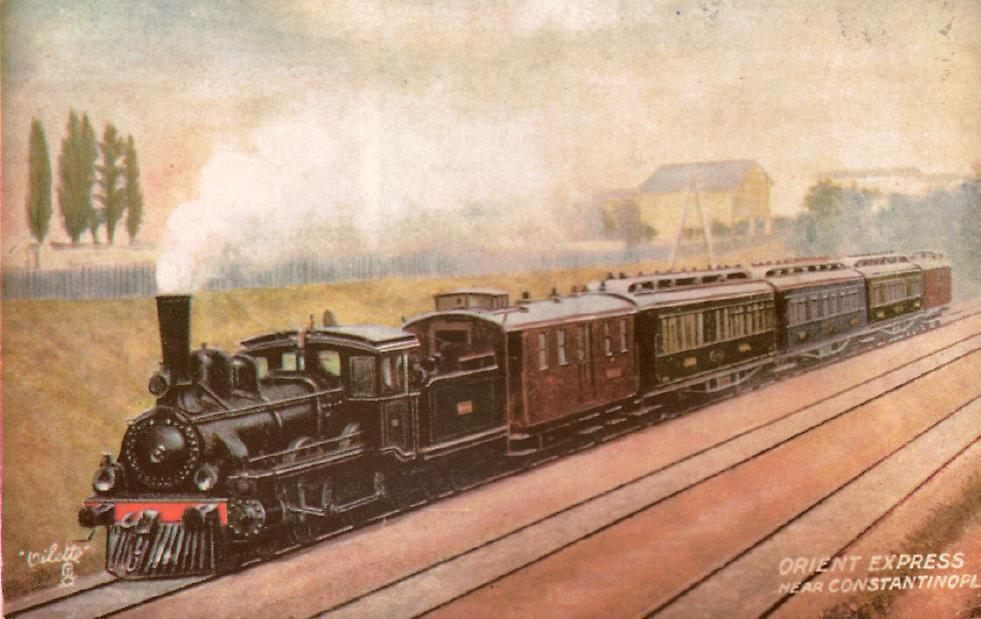
Orient-Express bei Konstantinopel mit einer Lokomotive der Reihe 101–116 der Chemins de fer Orientaux, kolorierte Postkarte um 1900

Der Bau begann mit den ersten 16 km von Yeşilköy (damals ein Vorort von Istanbul) nach Küçükçekmece. Er wurde am 4. Juni 1870 begonnen und konnte am 4. Januar 1871 eröffnet werden. Eine Verlängerung der Strecke in das historische und damals auch wirtschaftliche politische Zentrum von Istanbul, nach Eminönü, war geboten, aber durch die enge Bebauung schwer zu verwirklichen. Schließlich gestattete Sultan Abdülaziz, die Strecke entlang der Küstenlinie des Marmarameers und in einem 180-Grad-Boden um die Gartenanlagen des Topkapı-Palastes in das Eminönü  benachbarte Sirkeci zu legen. Diese Verlängerung wurde am 27. Juli 1872 in Betrieb genommen, 1873 der zugehörige Kopfbahnhof Sirkeci. Weitere Teilstrecken wurden 1872 bis 1874 eröffnet.
1874 war die Strecke zwischen Istanbul und Edirne durchgehend in Betrieb. Allerdings verschlechterte sich die politische Situation für das Osmanische Reich und in seinem europäischen Teil besonders. Aufstände im Balkan führten zur Abspaltung von Bosnien, Serbien und Bulgarien und 1875 kam es zum Staatsbankrott. Der Berliner Kongress 1878 sprach sich für den Weiterbau der Bahn nach Österreich aus.

### Weitere Entwicklung

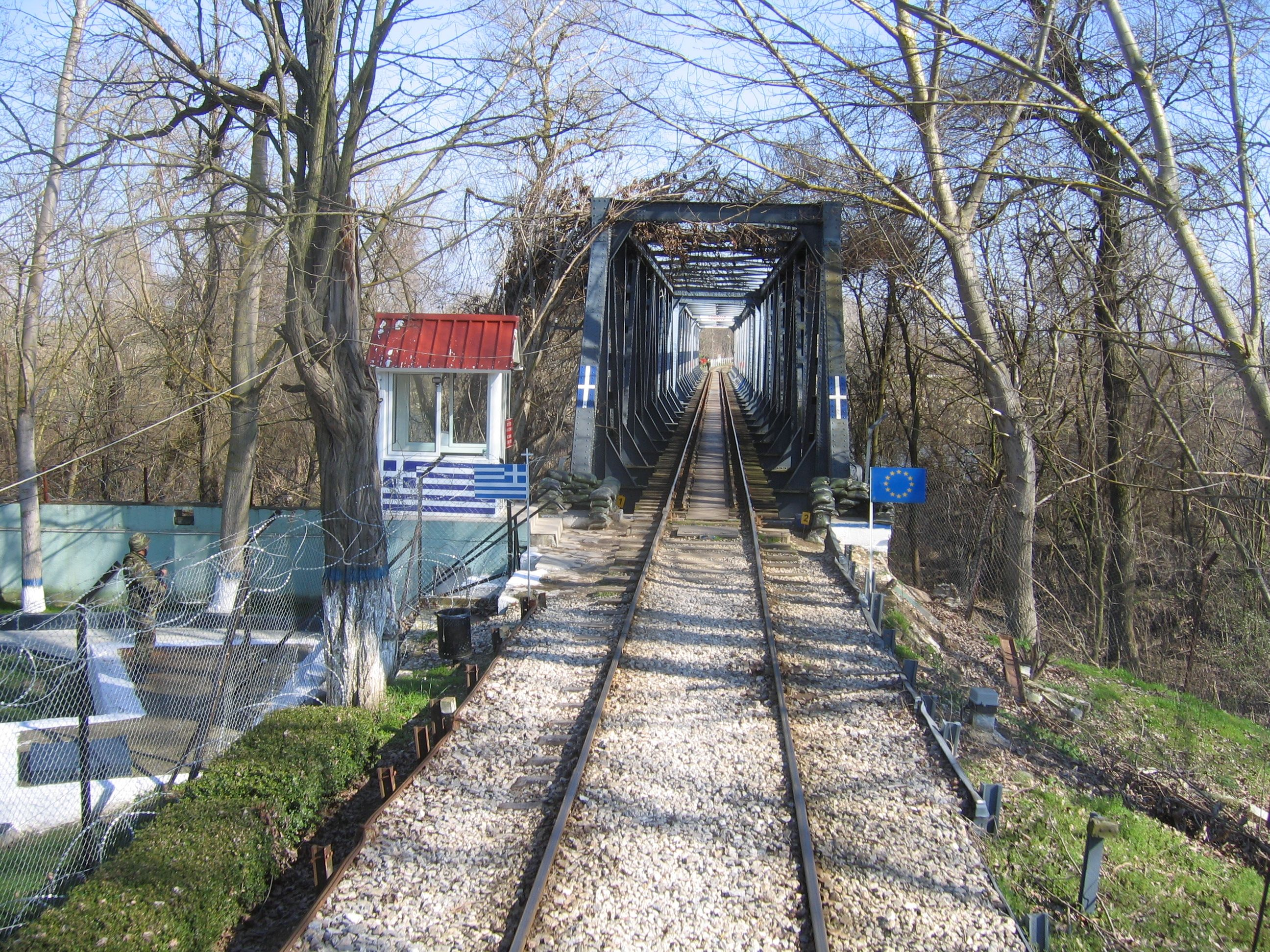
Grenzbrücke zwischen Griechenland und der Türkei bei Pythio

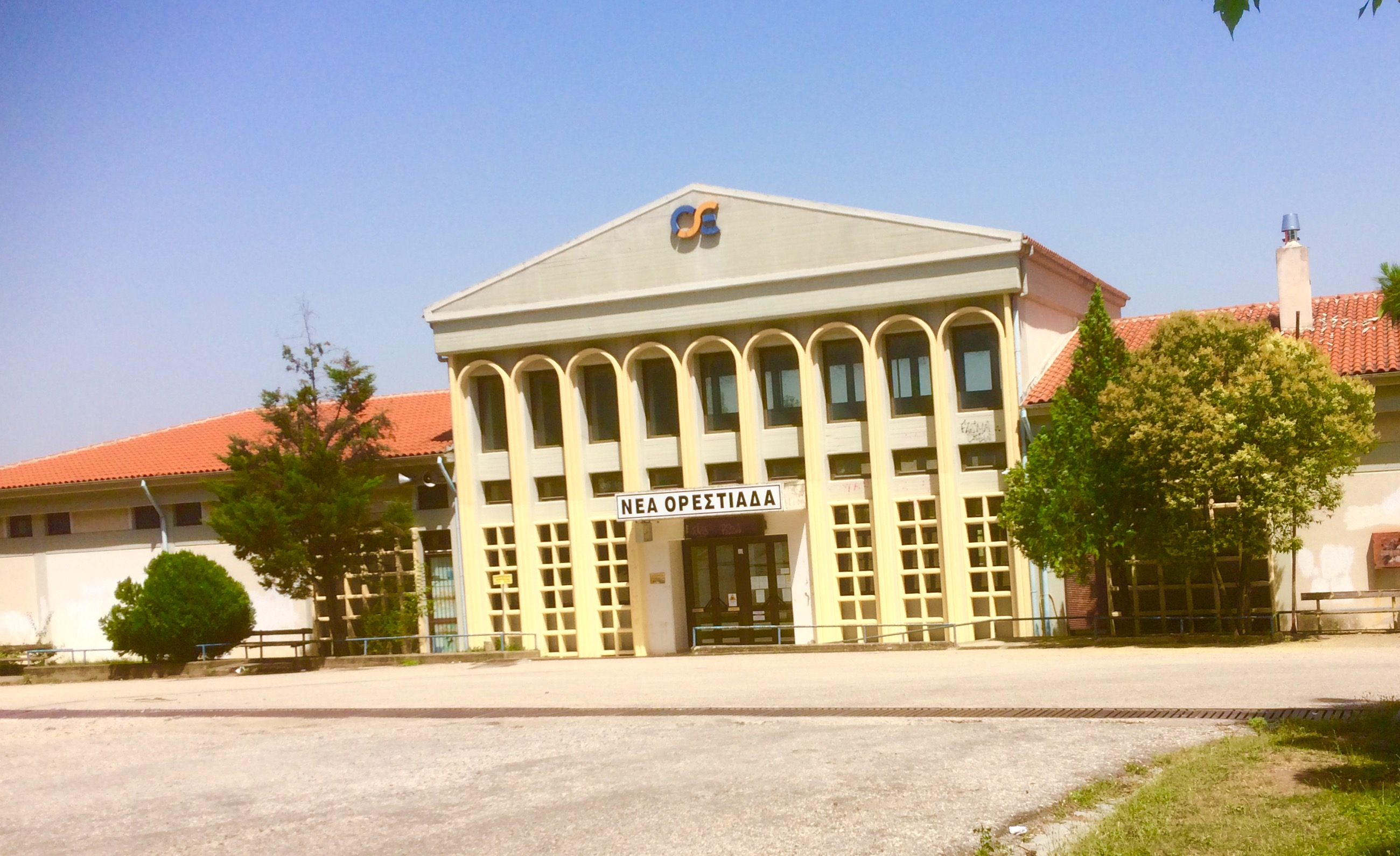
Empfangsgebäude des Bahnhofs Orestiada

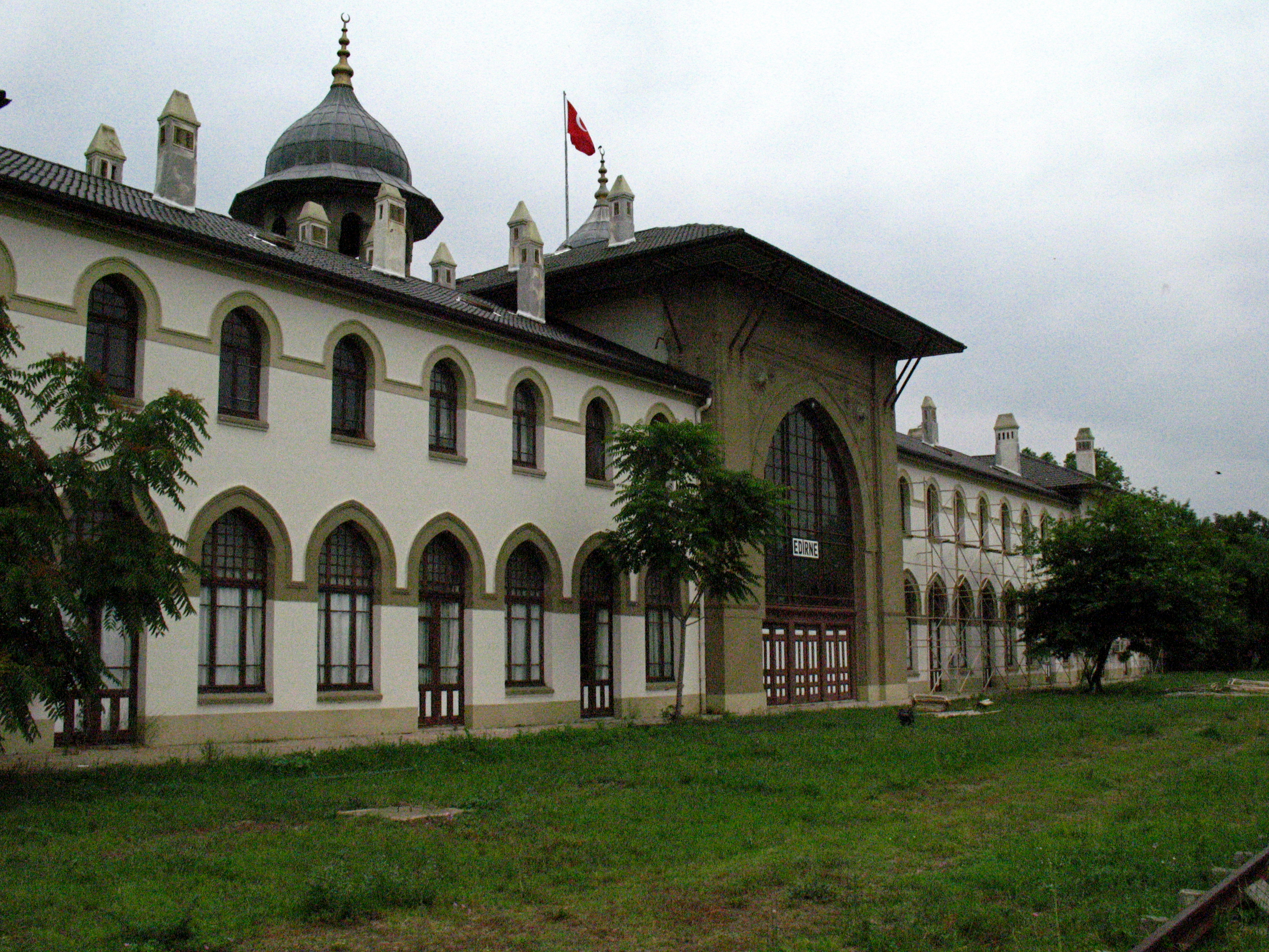
Empfangsgebäude des historischen Bahnhofs von Edirne

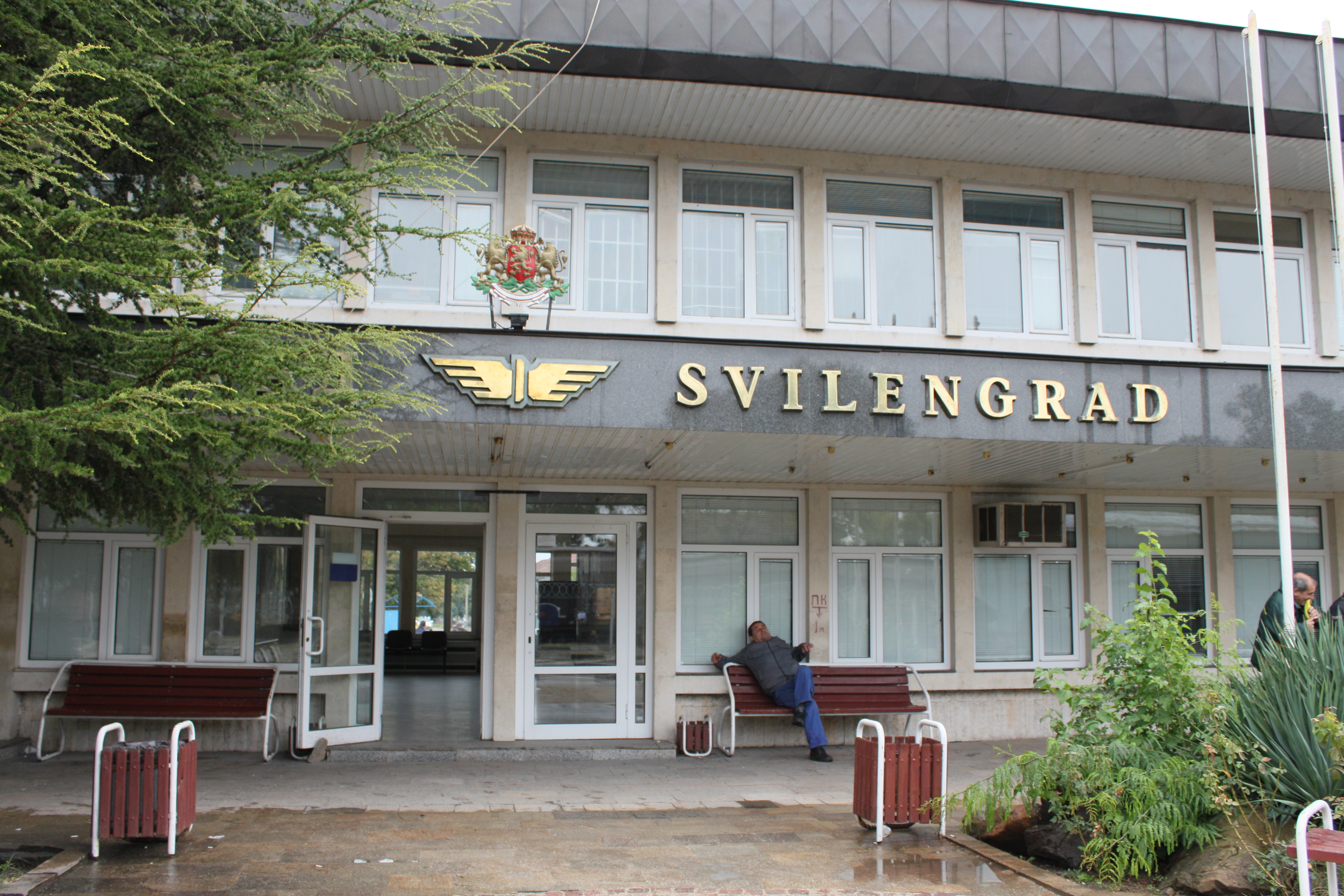
Empfangsgebäude Swilengrad

In der Folge des Ersten Weltkriegs wurde Westthrakien an Griechenland abgetreten. Damit verlief die Grenze nun in der Mariza (griechisch Evros, türkisch Meriç). Ab der Brücke über die Mariza bei Pythio bis an die bulgarische Grenze bei Swilengrad lag die Strecke nun weitgehend auf griechischem Staatsgebiet. Allerdings querte die Strecke die Grenze für wenige Kilometer erneut auf türkisches Gebiet zum Bahnhof von Edirne (Bahnhof: Edirne-Karagaç). Anschließend führte sie wieder über die Grenze nach Griechenland zurück. Die Orientbahn musste die Strecke zwischen Pythio und Swilengrad an die Chemin de fer Franco-Hellenique (CFFH) abgeben.
Die in der Türkei verbleibenden Abschnitte der Strecke gingen 1935 im Zuge der Verstaatlichung der Orientbahn an die TCDD.
Nach dem Zweiten Weltkrieg wurde der Abschnitt zwischen İstanbul Sirkeci und Halkalı 1955 durch die 50-Hz-Arbeitsgemeinschaft mit 50 Hz 25 KV Wechselspannung elektrifiziert. Seitdem wird der Vorortverkehr von Istanbul elektrisch betrieben (ab 1955 zunächst ausschließlich mit der Pionier-Triebwagenreihe E8000, die 2011 ausgemustert wurde), alle Fernzüge wechselten in Halkalı die Lokomotiven. 1993 wurde der elektrische Betrieb von Halkalı bis Çerkezköy ausgedehnt, im darauf folgenden Jahr bis Kapıkule, dem türkischen Grenzbahnhof zu Bulgarien. Zu einem späteren Zeitpunkt wurde auch der grenzüberschreitende Abschnitt nach bis Swilengrad und darüber hinaus elektrifiziert.
Die politischen Beziehungen zwischen Griechenland und der Türkei waren immer gespannt. Es dauerte allerdings bis 1971, bevor die Türkei eine direkte Strecke nach Bulgarien eröffnete und damit nicht mehr auf die alte Strecke angewiesen war, die seit 1919 dreimal die griechisch-türkische Grenze querte, bevor ein Zug Bulgarien erreichte. Diese Neubaustrecke band auch Edirne mit einem neuen, an anderer Stelle gelegenen Bahnhof ein. Auch Griechenland errichtete zwischen Dikaia und Nea Vyssa einen neuen Streckenabschnitt, der türkisches Staatsgebiet meidet. Der Abschnitt der alten Strecke über Edirne wurde stillgelegt.
Den Grenzübergang zwischen der Türkei und Griechenland bei Pythio nutzten im planmäßigen Personenverkehr bis zum 13. Februar 2011 täglich zwei Zugpaare: Der Dostluk/Filia Express, ein Nachtzug auf der Verbindung Thessaloniki–Istanbul–Thessaloniki, der Schlafwagen führte, und der Tagzug Istanbul–Pythion–Istanbul, der in den letzten Jahren aus nur einem Wagen bestand. Seitdem ruht hier aus wirtschaftlichen Gründen der grenzüberschreitende Eisenbahnverkehr.

## Zukunft
Am 28. Februar 2019 unterzeichneten die Europäische Union und die Türkei einen Vertrag, um die Verbindung zu modernisieren. Dazu gibt die Europäische Union 275 Mio. Euro zu den geschätzten Gesamtkosten des Projekts von 1 Mrd. Euro. Ziel ist eine zweigleisige und auf eine Höchstgeschwindigkeit von 200 km/h ausgelegte Schnellfahrstrecke Halkalı–Kapıkule die größtenteils neu trassiert wurde. Geplant ist durchgehende Zweigleisigkeit und Ausstattung mit ETCS Level 1. Insgesamt werden dabei sieben Bahnhöfe modernisiert bez. neu gebaut. Das Vorhaben ist in drei Baulose eingeteilt:
- Zunächst soll der Abschnitt Çerkezköy–Kapıkule gebaut werden. Hier werden fünf Bahnhöfe und 30 Brücken saniert, zwei bergmännisch vorzutreibende Tunnel und sieben in offene Bauweise errichtet. Dies sollte bis April 2022 abgeschlossen sein.[18] Baubeginn war im September 2019.[19]
- Das zweite Baulos zwischen Çerkezköy und Ispartakule ist mit 155 km Länge das Größte. Es wurde an ein italienisch-türkisches Konsortium vergeben. Dieser Teilauftrag hat einen Umfang von 524 Mio. Euro.[20]
- Die Vergabe des dritten Bauloses zwischen Halkal und Ispartakule – mit etwa 12 km Länge das kürzeste – wurde im Juni 2021 vergeben, aber vor Gericht angefochten. Das Gericht befand das Vergabeverfahren Anfang 2022 als rechtswidrig und annullierte es.[21]

## Betrieb

### Planmäßiger Betrieb
Am 12. August 1888 nahm der Orient-Express seinen durchgehenden Betrieb zwischen Paris und Istanbul auf.
Aufgrund von Sanierungsarbeiten fand seit März 2019 zwischen İstanbul Sirkeci und Halkalı kein planmäßiger Verkehr mehr statt. Seit dem 26. Februar 2024 findet wieder planmäßiger Verkehr in Form von Vorortzügen zwischen Sirkeci und Kazlıçeşme statt.

### Zwischenfälle
- Am 20. Oktober 1957 stießen der westwärts fahrende Simplon-Orient-Express und ein und ein entgegenkommender Nahverkehrszug zwischen den Bahnhöfen Yarımburgaz und İspartakule frontal zusammen. Bei dem Unfall starben 95 Menschen, weitere 150 wurden verletzt.

- Am 8. Juli 2018 entgleiste ein Zug bei Sarılar, weil das Gleis nach heftigen Regenfällen unterspült war. 24 Menschen starben, 318 wurden darüber hinaus verletzt.